# Sylvia Kersenbaum
Sylvia Haydée Kersenbaum (Buenos Aires, 27 de diciembre de 1941) es una pianista, compositora y docente argentina
reconocida entre otras cosas por la interpretación del ciclo completo de las 32 sonatas de Beethoven en dos ocasiones (1989-1990 y 2003-2004) y por su música para el ballet “La máscara de la muerte roja”, basado en un relato de Edgar Allan Poe.

## Vida
Kersenbaum nació de padre austríaco y madre italiana.  Comenzó sus estudios musicales a los cuatro años de edad con su madre, comenzando a tocar el piano antes de que sus pies pudieran alcanzar los pedales.    Luego estudió con Angélica C. de Roldan y por último en el Conservatorio Nacional de Música de Buenos Aires con el más reconocido hacedor de pianistas que ha tenido Argentina: Vicente Scaramuzza.  Hizo su debut en Buenos Aires en 1958 con el concierto para piano y orquesta n.º 1 de Beethoven obteniendo un gran éxito.  En 1966 fue becada por el Gobierno Italiano estudiando en la Academia Nacional de Santa Cecilia de Roma, donde trabajó bajo la tutela de Carlo Zecchi. Estudió también en la Accademia Musicale Chigiana en Siena y más tarde con Nikita Magaloff en Ginebra. 
El diario Unterhaltungs Blatter de Zúrich dijo de ella: "Es notable el número de jóvenes y calificados artistas argentinos que en los últimos años conquistaron al público europeo. Después de Argerich, Gelber, Barenboim, hay que agregar el nombre de Sylvia Kersenbaum, que en su debut en Zúrich obtuvo un resonante éxito".
Ha realizado giras en el Lejano Oriente, Europa, Nueva Zelanda, Los Estados Unidos y México.  Ha grabado música de Beethoven, Chopin, Brahms, Paganini, Chaikovski, Liszt, Weber, Mendelssohn, Schubert, Granados, Glinka, Schumann, Franck, Scriabin, Berg, Mozart, Ginastera, Rajmáninov, Bach, Grieg, Dohnányi, De Falla, Gershwin, Hindemith, Haydn, Janacek, Piazzolla, Ravel y Strauss.
En 1976 se trasladó al estado de Kentucky (Estados Unidos), uniéndose al Departamento de Música de la Universidad de Kentucky Occidental (WKU por sus siglas en inglés), en donde en 1990 fue distinguida con el máximo galardón y de donde es profesora emérita.
También colaboró por más de dos décadas tocando el arpa con la Orquesta de Bowling Green durante las temporadas anuales de ópera.

## Obra
Como compositora se destacan sus obras corales (dos suites para coro “a cappella” y una cantata para soprano, tenor, coro y orquesta), y la música para el ballet “La máscara de la muerte roja”, basada en un relato de Edgar Allan Poe y estrenada en el Capitol Arts Center de Bowling Green, en el Estado de Kentucky, Estados Unidos, en el 2001.
Ha escrito varias transcripciones para piano, como la Bacanal de Samson et Dalila de Saint Saens, Traume de Richard Wagner, Cambalache de Santos Discépolo y Benediction de Dieu dans la Solitude de Franz Liszt para chelo y piano.

## Premios y reconocimientos
- Miembro honorario de la American Beethoven Society luego de interpretar el ciclo de las 32 sonatas de Beethoven en 1990.
- Máximo Galardón de la Western Kentucky University, en 1990 (WKU Faculty Award for Research and Creativity).  En el 2003 dicha Universidad instituyó una beca que lleva su nombre.
- Record of the Year (Records & Recordings).
- En 1999 obtuvo el Premio Konex como pianista[7] recibiendo el Diploma al Mérito junto a Martha Argerich, Bruno Leonardo Gelber, Nelson Goerner y Manuel Rego. Fue reconocida como la intérprete más sobresaliente de la última década.
- Distinción como “mejor intérprete instrumental”, dada por la Asociación de Críticos Musicales de la Argentina en el 2004.
- Fue incluida en la colección “100 Virtuosi of the 20th Century” de EMI con su versión del Hexameron de Liszt.